# Kanoya
Kanoya (鹿屋市, Kanoya-shi) é uma cidade na prefeitura de Kagoshima, na ilha de Kyushu, Japão.
Em 2003 a cidade tinha uma população estimada em 81 327 habitantes e uma densidade populacional de 347,00 h/km². Tem uma área total de 234,37 km².
Recebeu o estatuto de cidade a 27 de Maio de 1941.

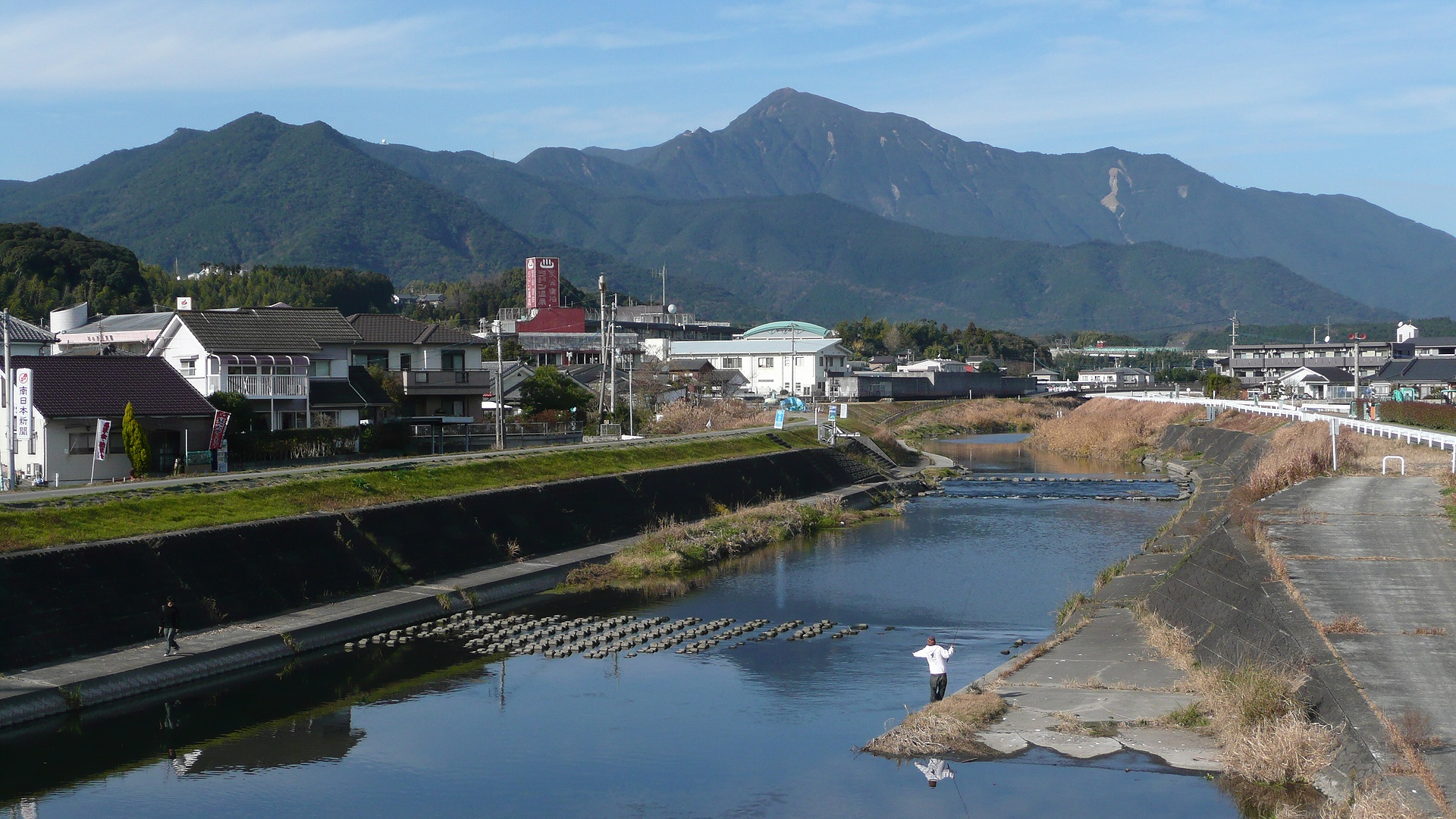
Rio Kimotsuki